# Slow Train Coming
Albums de Bob Dylan
Bob Dylan at Budokan
(1979) Saved
(1980)
Slow Train Coming est un album de Bob Dylan, sorti en 1979, au début de sa période chrétienne born again. L'album est de style rock chrétien.

## Histoire

### Enregistrement
Le disque fut enregistré aux studios de Muscle Shoals (Alabama). Dylan a bénéficié de l'aide du guitariste Mark Knopfler, fondateur de Dire Straits.

### Accueil
Si le ton fortement religieux des chansons lui aliéna une partie de son public, l'album reçut dans l'ensemble des critiques positives : dans Rolling Stone, Jann S. Wenner le décrivit comme « le meilleur album que Bob Dylan ait enregistré depuis The Basement Tapes », et pour Robert Christgau, c'était « son meilleur depuis Blood on the Tracks ».
Dylan reçut le Grammy Award du meilleur chanteur rock pour Gotta Serve Somebody en 1980. L’album a été no 2 des ventes au Royaume-Uni et no 3 aux États-Unis, où il est disque de platine.

## Fiche technique

### Chansons
Toutes les chansons sont écrites et composées par Bob Dylan.
| 1. | Gotta Serve Somebody            | 5:22 |
| 2. | Precious Angel                  | 6:27 |
| 3. | I Believe in You                | 5:02 |
| 4. | Slow Train                      | 5:55 |
| 5. | Gonna Change My Way of Thinking |      |

| 5. | Sans titre                           | 5:25 |
| 6. | Do Right to Me Baby (Do Unto Others) | 3:50 |
| 7. | When You Gonna Wake Up               | 5:25 |
| 8. | Man Gave Names to All the Animals    | 4:23 |
| 9. | When He Returns (en)                 | 4:30 |

### Musiciens
- Bob Dylan : guitare, chant
- Mark Knopfler : guitare
- Tim Drummond : basse
- Barry Beckett : claviers, percussions
- Mickey Buckins : percussions
- Pick Withers : batterie
- Muscle Shoals Horns : cuivres
- Carolyn Dennis (en), Helena Springs, Regina Havis : chœurs

### Production
- Harrison Calloway : arrangements
- Gregg Hamm : ingénieur du son
- Bobby Hatta : ingénieur du son
- David Yates : assistant ingénieur
- Paul Wexler : mastering